# Sprzedawcy marzeń (film)
Sprzedawcy marzeń (ang. The Dream Merchants) – czterogodzinny film nakręcony w 1980 roku dla telewizji, nadawany jako miniserial, wyreżyserowany przez Vincenta Shermana według scenariusza Richarda De Roya i Chestera Krumholza na podstawie powieści Harolda Robbinsa o tym samym tytule, wydanej w 1949 roku.

## Obsada
- Mark Harmon - Johnny Edge
- Vincent Gardenia - Peter Kessler
- Morgan Fairchild - Dulcie Warren
- Brianne Leary - Doris Kessler
- Robert Picardo - Mark Kessler
- Eve Arden - Coralee
- Kaye Ballard - Esther Kessler
- Morgan Brittany - Astrid James
- Red Buttons - Bruce Benson
- Robert Culp - Henry Farnum
- Howard Duff - Charles Slade
- José Ferrer - George Pappas
- Robert Goulet - Craig Warren
- David Groh - Rocco Salvatore
- Carolyn Jones - Vera
- Fernando Lamas - Conrad Stillman
- Ray Milland - Lawrence Radford
- Jan Murray - Murray Tucker
- Don "Red" Barry - kapitan Casey